# Lahidjan
Lahidjan (en persan : لاهيجان, Lâhijân) est une ville située dans la province de Guilan au nord-ouest de l'Iran, sur le littoral de la Mer Caspienne et au sud de Langrud.
Elle est historiquement la première ville en Iran à avoir eu des plantations de thé, ayant aujourd'hui la première surface cultivée en thé d'Iran. Le thé "Lahidjan Spring Tea" est la meilleure qualité de thé produite dans le pays.
Prince Mohammad Mirza connu sous le nom de « Kashef-ol-Saltaneh » qui était né à Lahidjan a été le premier maire de Téhéran. Alors qu'il était ambassadeur de l'Iran en Inde sous administration britannique, il savait que les Anglais n'admettraient pas qu'il apprenne les secrets de la production de thé, puisque c'était une de leurs plus grosses productions d'exportation à cette époque. Parlant le français couramment, le prince prétendit être un ouvrier français et commença à travailler dans les plantations de thé et les usines afin d'apprendre comment produire du thé et amena ensuite secrètement des plants de thé en Iran. Sa tombe à Lahidjan est maintenant le "Musée du thé d'Iran".
Le riz, le thé, la soie et les gâteaux de Lahidjan sont bien connus et vendus dans tout le pays.
La plage la plus proche de Lahidjan est la « Plage Chamkhaleh ».
Lieux intéressants :
- Piscine Lahidjan (Estakhr)
- Tombe des quatre rois (Chahar Padshah)
- Bain Golshan
- Tombe Sheykh Zahed Guilani
- Marché des produits frais de Lahidjan No.1 and No.2
- Musée du thé d'Iran
- Pont en brique (Kheshti Pol)
- Plage Chamkhaleh
- Mont Sheytaan Kooh (Baam e Sabz)
- Amjadossoltan(Tombe d'un ancêtre de Farah Pahlavi(Diba))

## Personnalités
- Bijan Nadjdi (1941-1997), écrivain et poète iranien y est mort